# Penny Rose
Pour les articles homonymes, voir Rose.
Ne doit pas être confondu avec Perry Rose.
Penny Rose est une costumière britannique. 

## Biographie
Elle a fait ses études à la London Academy of Music and Dramatic Art avant de travailler dans le domaine de la mode à Milan. Elle a commencé sa carrière de costumière avec des publicités puis au cinéma en 1976. Elle a remporté le Satellite Award des meilleurs costumes en 1997 pour Evita et le Saturn Award des meilleurs costumes en 2004 pour Pirates des Caraïbes : La Malédiction du Black Pearl et a été nommée trois fois au British Academy Film Award des meilleurs costumes, pour les deux films déjà cités ainsi que pour Pirates des Caraïbes : Le Secret du coffre maudit.

## Filmographie
- 1981 : La Guerre du feu, de Jean-Jacques Annaud
- 1982 : The Wall, d'Alan Parker
- 1984 : Another Country : Histoire d'une trahison, de Marek Kanievska
- 1984 : Cal, de Pat O'Connor
- 1991 : Les Commitments, d'Alan Parker
- 1992 : Cœur de métisse, de Vincent Ward
- 1993 : Grandeur et descendance, de Robert William Young
- 1993 : Les Ombres du cœur, de Richard Attenborough
- 1994 : Aux bons soins du docteur Kellogg, d'Alan Perker
- 1995 : Carrington, de Christopher Hampton
- 1996 : Mission impossible, de Brian De Palma
- 1996 : Evita, d'Alan Parker
- 1998 : À nous quatre, de Nancy Meyers
- 1999 : Haute Voltige, de Jon Amiel
- 2001 : Les Visiteurs en Amérique, de Jean-Marie Poiré
- 2002 : L'Homme de la Riviera, de Neil Jordan
- 2003 : Amour interdit, de Guy Jenkin
- 2003 : Pirates des Caraïbes : La Malédiction du Black Pearl, de Gore Verbinski
- 2004 : Le Roi Arthur, d'Antoine Fuqua
- 2005 : The Weather Man, de Gore Verbinski
- 2006 : Pirates des Caraïbes : Le Secret du coffre maudit, de Gore Verbinski
- 2007 : Bande de sauvages, de Walt Becker
- 2007 : Pirates des Caraïbes : Jusqu'au bout du monde, de Gore Verbinski
- 2007 : St Trinian's : Pensionnat pour jeunes filles rebelles, d'Oliver Parker
- 2008 : Le Témoin amoureux, de Paul Weiland
- 2010 : Prince of Persia : Les Sables du Temps, de Mike Newell
- 2010 : The Pacific (mini-série)
- 2010 : Unstoppable, de Tony Scott
- 2011 : Pirates des Caraïbes : La Fontaine de jouvence, de Rob Marshall
- 2013 : Lone Ranger, naissance d'un héros, de Gore Verbinski
- 2013 : 47 Ronin, de Carl Erik Rinsch
- 2017 : La Momie d'Alex Kurtzman
- 2019 : Men in Black International de F. Gary Gray
- 2024 : Modi de Johnny Depp